# Bejeweled 2
Bejeweled 2 è un videogioco rompicapo sviluppato e pubblicato da PopCap Games nel 2004. È il secondo gioco della serie Bejeweled.

## Modalità di gioco
Lo scopo del gioco è uguale a quello del primo Bejeweled. In questa versione sono state introdotte delle speciali gemme, che faranno sempre parte di ogni gioco della serie:
- Supergemma: questa gemma, che si potrà creare con una fila di 4 gemme o con una fila L o T , distrugge le gemme attorno in un quadrato 3x3.
- Ipersfera: questa gemma, che si potrà creare solo con una fila di 5 gemme, distrugge tutte le gemme dello stesso colore della gemma toccata. Per esempio, se viene spostata assieme a una gemma rossa, l'ipersfera elimina tutte le gemme rosse sullo schermo.

Nel gioco sono state aggiunte nuove modalità:
- Modalità classica: come nel primo gioco: in questa modalità si dovranno unire almeno 3 gemme per farle scoppiare.
- Modalità Azione: è simile a quella classica, ma in questa modalità la barra dei progressi scenderà di secondo in secondo, e allineare le gemme farà salire la barra. Il gioco termina solo quando la barra dei progressi sarà a zero.
- Modalità Puzzle: Questa modalità include 80 livelli, divisi in 16 "pianeti" da 5 livelli ciascuno. L'obiettivo di ogni livello è quello di allineare (e quindi eliminare) tutte le gemme dalla griglia. In questo caso, il giocatore ha a disposizione più tentativi per riuscirci, e nel caso ci si bloccasse, è disponibile il tasto AIUTO per poter ricevere un indizio dal gioco.
- Modalità Infinita: è uguale alla modalità classica, ma con le mosse infinite. Non si perderà mai e, di conseguenza, il punteggio non verrà inserito in classifica.

In Bejeweled 2 esistono altre 5 modalità nascoste, come:
- Modalità ombre: è una versione rallentata della modalità classica, ogni mossa che si fa, la forza di gravità delle gemme cambierà. Quindi, in una mossa le gemme cadranno verso l'altro e in un'altra mossa cadranno verso il basso e viceversa.
- Modalità originale: è una modalità che replica il gameplay del primo Bejeweled, e quindi non ci sono le nuove gemme.
- Modalità spazio: è una variante della modalità Azione, ma con le bombe e le rocce della modalità Puzzle.
- Modalità Rapida: è la versione velocizzata della modalità Azione, con la barra dei progressi che scenderà più velocemente.
- Modalità sfida: è la modalità  Puzzle ma con la possibilità di fare il proprio punteggio.

## Pubblicazione
Bejeweled 2 è stato pubblicato inizialmente su PC il 5 novembre del 2004. Le versioni per i dispositivi Windows Mobile, Pocket PC, e Palm OS sono state sviluppate dalla Astraware.
Bejeweled 2 è stato pubblicato anche per Xbox 360 come un gioco Xbox Live Arcade  il 22 novembre 2005. Nel 2007, Bejeweled 2 arrivò anche su PlayStation 2 insieme al gioco AstroPop Deluxe nel volume uno della raccolta PopCap Hits!.
Bejeweled 2 uscì anche per il servizio PlayStation Network per PlayStation 3 e PSP, e uscì anche come WiiWare per il Nintendo Wii.
Nel 2008 arriva la versione per i dispositivi iOS, che poi diventò Bejeweled 2 + Blitz, dato che era stata poi aggiunta la modalità Blitz da Bejeweled Twist.